# Aulonochares
Aulonochares (лат.) — род жуков-водолюбов подсемейства из Acidocerinae (Hydrophilidae). 3 вида.

## Распространение
Неотропика: Бразилия (Amazonas, Roraima), Венесуэла, Гайана, Суринам, Французская Гвиана.

## Описание
Жуки-водолюбы мелких размеров, длина тела от 5,8 до 7,5 мм. В усиках 9 члеников. Формула лапок равна 5-5-5. Тело вытянуто-овальное, в целом умеренно выпуклое. Цвет тела оранжево-коричневый. Голова субквадратная; глаза относительно маленькие, расстояние между ними составляет примерно 6,5 × максимальной ширины глаза; ментум и субментум грубо пунктированы; опушение, покрывающее вентриты брюшка, состоит из длинных золотистых щетинок; вентральная поверхность 1-4 метатарсомеров густо щетинистая. Наличник с почти параллельными боковыми краями, слегка выпуклыми, передний край лишь немного уже заднего края. Собраны в густых лесных песчаных ручьях и лужах в лесах вдоль ручьёв. Предпочитают места обитания с обильным детритом или разлагающимся органическим веществом.

## Классификация
В составе Aulonochares описано 3 вида. Включён в состав родовой группы Helochares group.
- Aulonochares lingulatus Girón & Short, 2019
- Aulonochares novoairensis Girón & Short, 2019
- Aulonochares tubulus Girón & Short, 2019